# Maria Revuelto
Maria Revuelto (27 de janeiro de 1982) é uma ex-basquetebolista profissional espanhola.

## Carreira
Maria Revuelto integrou Seleção Espanhola de Basquetebol Feminino nos Jogos Olímpicos de Pequim 2008, terminando na quinta posição.